# ミッケル・カウフマン
- ミカエル・カウフマン

ミッケル・カウフマン・セーレンセン（Mikkel Kaufmann Sørensen, 2001年1月3日 - ）は、デンマーク・北ユラン地域イェリング出身のサッカー選手。ドイツ・ブンデスリーガ・1.FCハイデンハイム所属。ポジションはFW。

## クラブ経歴
ヴェンシュセルFFのユースアカデミーを経て、2015年にオールボーBKと契約。2018年にトップチームに昇格し、8月7日のヴェンシュセルFF戦でプロデビューを果たし、1-0で勝利。2019年4月7日のホブロIK戦でプロ初ゴールを記録。2018-19シーズンを8試合1ゴールを終えると、翌2019-20シーズンに得点能力が開花。10月28日のスナユスケ・フッボルトと続く11月9日のラナースFC戦と、2試合連続2ゴールを決め、計4ゴールの荒稼ぎ。
2020年1月24日、FCコペンハーゲンと5年契約を締結。6月8日のラナースFC戦で、移籍後初ゴールを決めた。
2021年7月9日、ハンブルガーSVに1年間のローン移籍で加入したことが発表された。
2022年6月22日、カールスルーエSCに1年間のローン移籍で加入。
2023年6月12日、1.FCウニオン・ベルリンに完全移籍。
2024年6月28日、1.FCハイデンハイムに4年契約で移籍。

## 代表経歴
プロデビュー前の2017年から、各ユース世代のデンマーク代表に招集。2019年にはUEFA U-19欧州選手権の予選リーグで2ゴールを決めた。